# Подгорня
Подгорня — деревня в Плесецком районе Архангельской области России. Входит в состав муниципального образования «Тарасовское». Входила в состав упразднённого села Церковное. Около деревни протекает река Шорда.

## Население
| 2002 | 2010 | 2012 |
| ---- | ---- | ---- |
| 0    | →0   | ↗4   |

## История
Деревня впервые упоминается в 1556 году в Сотных Каргопольского уезда. Рядом с деревней до 80-х годов 20-го века существовала деревня Подол, которая до революции носила название Весинская. По утверждениям краеведов и местных жителей, старое название деревни связано с проживавшим некогда в этих местах Фино-угорского племени весь. В 1562 году в «Сотной каргопольских книг письма Никиты Григорьевича Яхонтова с товарищи» упоминается о «Никольском погосте и с церков Никола чудотворец». В 1651 году в связи с ветхостью Никольский храм разобран, а на его месте выстроена Троицкая церковь, сгоревшая от удара молнии 3 июня 1789 года.

### Карты
- Подгорня. Публичная кадастровая карта